# Région géographique immédiate d'Araras
La Région Géographique Immédiate de Araras est une des 53 régions immédiates de l'État brésilien de São Paulo, une des onze régions immédiates qui composent la Région Géographique Intermédiaire de Campinas et une des 509 régions immédiates au Brésil créées par l'Institut brésilien de géographie et de statistiques (IBGE) en 2017.
Elle est composée de quatre municipalités avec une population estimée par l'IBGE au  1er juillet 2017, de 274 429 d'habitants et une surface totale de 1 380,625 km².
Ses municipalités, sauf Santa Cruz da Conceição, font partie de l'Agglomération urbaine de Piracicaba.

## Municípalités
Source: IBGE – Cidades,
| Municípalité            | Population Estimée (2017) | Área (km²) |
| ----------------------- | ------------------------- | ---------- |
| Araras                  | 131 282                   | 644,831    |
| Conchal                 | 27 554                    | 182,793    |
| Leme                    | 101 184                   | 402,871    |
| Santa Cruz da Conceição | 4 409                     | 150,130    |
| Total                   | 264 429                   | 1 380,625  |